# انگومون
انگومون (به فرانسوی: Angomont) یک کمون در فرانسه است که در canton of Badonviller واقع شده‌است. انگومون ۱۷٫۲۸ کیلومتر مربع مساحت دارد ۴۲۰ متر بالاتر از سطح دریا واقع شده‌است.